# Мы умираем молодыми
«Мы умираем молодыми» (англ. We Die Young) — американский криминальный триллер 2019 года, снятый режиссёром и сценаристом Лайором Геллером и являющийся его дебютом в полнометражном кино. Фильм рассказывает о подростках, вовлечённых в бандитскую жизнь Вашингтона, и их попытках вырваться из криминального мира.

## Сюжет
Действие фильма разворачивается в криминальных кварталах Вашингтона. 14-летний Лукас (Элайджа Родригес) состоит в местной банде, торгующей наркотиками, и пытается защитить своего младшего брата Мигеля (Джоад Кинтана) от жестокости уличной жизни.
После случайной встречи с ветераном войны Даниэлем (Жан-Клод Ван Дамм), страдающим от посттравматического стрессового расстройства, Лукас находит в нём неожиданного союзника. Вместе они вступают в противостояние с главарём банды Ринго (Дэвид Кастальдо), который стремится удержать Лукаса в преступном мире.

## В ролях
- Жан-Клод Ван Дамм — Даниэль, ветеран войны с ПТСР
- Элайджа Родригес — Лукас, 14-летний член банды
- Николас Шон — Джей-Джей, друг Лукаса
- Дэвид Кастальдо — Ринго, лидер банды
- Джоад Кинтана — Мигель, младший брат Лукаса

## Производство и релиз
Съёмки проходили в Вашингтоне, округ Колумбия. Фильм был выпущен 1 марта 2019 года в ограниченный прокат и на VOD-платформах. Цифровой релиз в России состоялся 6 июня 2020 года (компания «Парадиз»).

## Критика
Фильм получил смешанные отзывы. На сайте-агрегаторе рецензий Rotten Tomatoes у фильма 4 отзыва профессиональных кинокритиков. Он также получил 7 номинаций на фестивале независимого кино MammothFF.
Портал Common Sense Media оценил фильм 2 балла из 5.
Саймон Абрамс из RogerEbert.com поставил фильму 2 звезды, отметив: «„Мы умираем молодыми“ следует за плохо прописанным суррогатным персонажем, который делает то, что ему говорят, но никогда по-настоящему не отделяется от своих опекунов».

## Кассовые сборы
Фильм «Мы умираем молодыми» не имел широкого проката. Согласно данным The Numbers, его ориентировочные сборы составили $78 000 в США. Основной доход пришёлся на продажи цифровых копий и VOD.